# Vertigo (djur)
Vertigo är ett släkte av snäckor som beskrevs av Müller 1773. Enligt Catalogue of Life ingår Vertigo i familjen puppsnäckor, men enligt Dyntaxa är tillhörigheten istället familjen grynsnäckor.

## Dottertaxa tillVertigo, i alfabetisk ordning[1][2]
- Vertigo alabamensis
- Vertigo allyniana
- Vertigo alpestris
- Vertigo andrusiana
- Vertigo angustior
- Vertigo antivertigo
- Vertigo arctica
- Vertigo arthuri
- Vertigo berryi
- Vertigo binneyana
- Vertigo bollesiana
- Vertigo californica
- Vertigo clappi
- Vertigo columbiana
- Vertigo concinnula
- Vertigo conecuhensis
- Vertigo dalliana
- Vertigo elatior
- Vertigo extima
- Vertigo genesii
- Vertigo geyeri
- Vertigo gouldi
- Vertigo hebardi
- Vertigo hinkleyi
- Vertigo idahoensis
- Vertigo lilljeborgi
- Vertigo meramecensis
- Vertigo milium
- Vertigo modesta
- Vertigo morsei
- Vertigo moulinsiana
- Vertigo nylanderi
- Vertigo occidentalis
- Vertigo oralis
- Vertigo oscariana
- Vertigo ovata
- Vertigo paradoxa
- Vertigo parcedentata
- Vertigo parvula
- Vertigo perryi
- Vertigo pusilla
- Vertigo pygmaea
- Vertigo ronnebyensis
- Vertigo rowelli
- Vertigo rugosula
- Vertigo sterkii
- Vertigo substriata
- Vertigo teskeyae
- Vertigo tridentata
- Vertigo ultimathule
- Vertigo ventricosa
- Vertigo wheeleri